# 페치 대학교

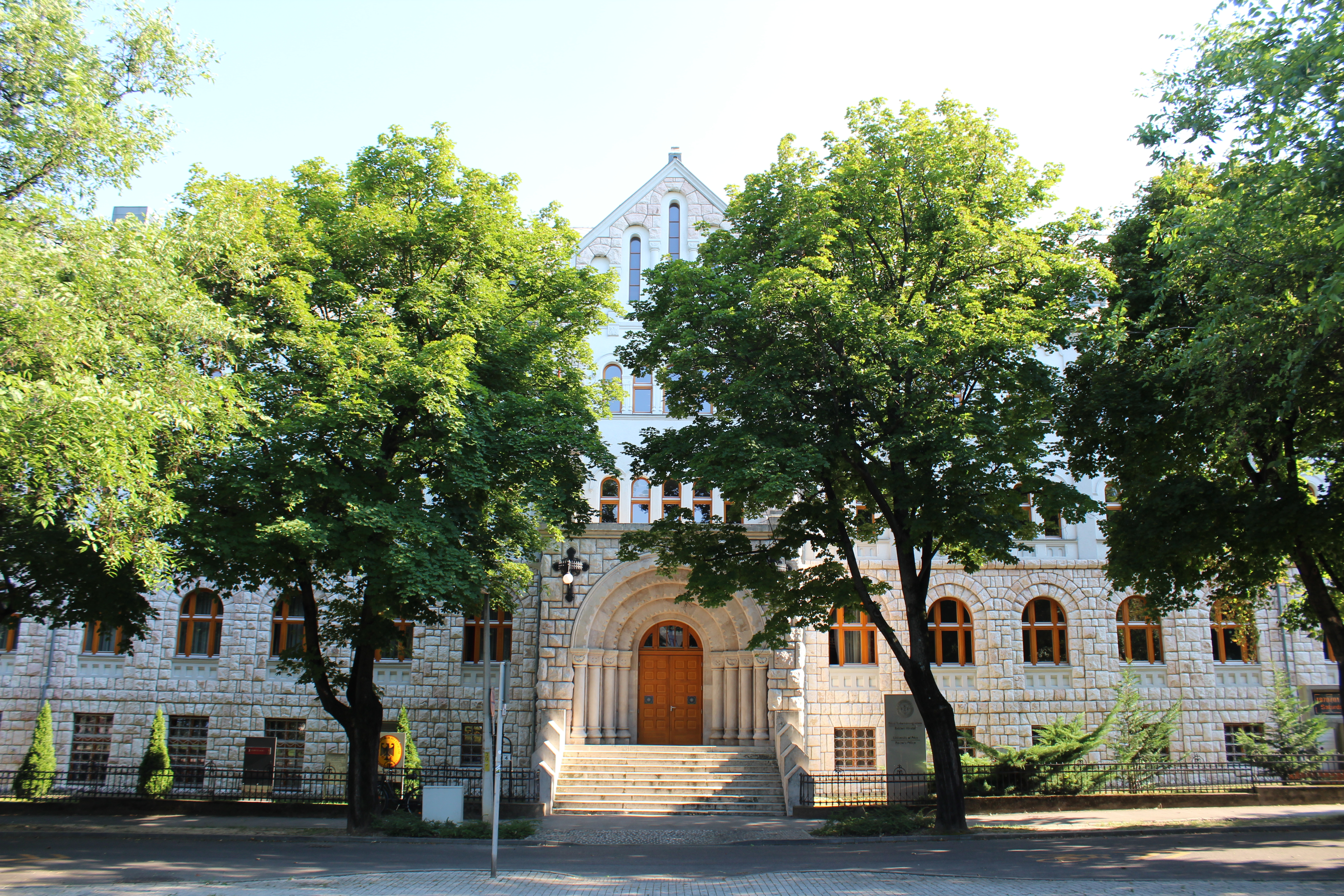

페치 대학교(헝가리어: Pécsi Tudományegyetem)는 페치 (헝가리)에 있는 헝가리에서 가장 오래된 대학의 하나이다. 의과대학이 유명하다.

## 같이 보기
- 중세 대학